# Іщенко Василь Григорович
І́щенко Васи́ль Григо́рович (1883, Кобринове Черкаської області — 1942) — український скульптор, мистецтвознавець. 1927 року виявив картину Лукаса Кранаха Старшого «Адам та Єва».

## Життєпис
Василь Іщенко народився в селянській родині в селі Кобринове Звенигородського повіту Київської губернії.
Навчався в Лаврській іконописній майстерні. 1905 року закінчив Київське художнє училище, а згодом Паризьку академію мистецтв. 1908 року повернувся до Києва. Був ув'язнений у Лук'янівській в'язниці.
У 1917—1918 роках працював у відділі охорони пам'яток та музейної справи Генерального секретаріату народної освіти. Був експертом з обстеження історико-мистецьких пам'яток в Історичному музеї.
У 1920—1922 роках вчителював у селі Гусакове, що на Звенигородщині.
1922 року прийняв сан священика Української автокефальної православної церкви. Служив на батьківщині Тараса Шевченка в селі Кирилівці.
1926 року зрікся сану й влаштувався інспектором історико-мистецьких пам'яток Лаврського заповідника. Обіймав посади представника Всеукраїнського музейного містечка й уповноваженого у справах вилучення мистецьких цінностей. Під час масового закриття храмів приймав на зберігання вилучені більшовиками церковні речі.
Мешкав у сьомому лаврському корпусі.
22 квітня 1929 року Василя Іщенка заарештували у справі Комітету визволення України, яка передувала процесу Спілки визволення України. 8 червня 1929 року на засіданні Колегії ОДПУ митця засудили до п'яти років Соловецьких таборів. Працював на будівництві каналу Москва–Волга. 1942 року Василя Іщенка повторно заарештували і згодом розстріляли.

## Творчість

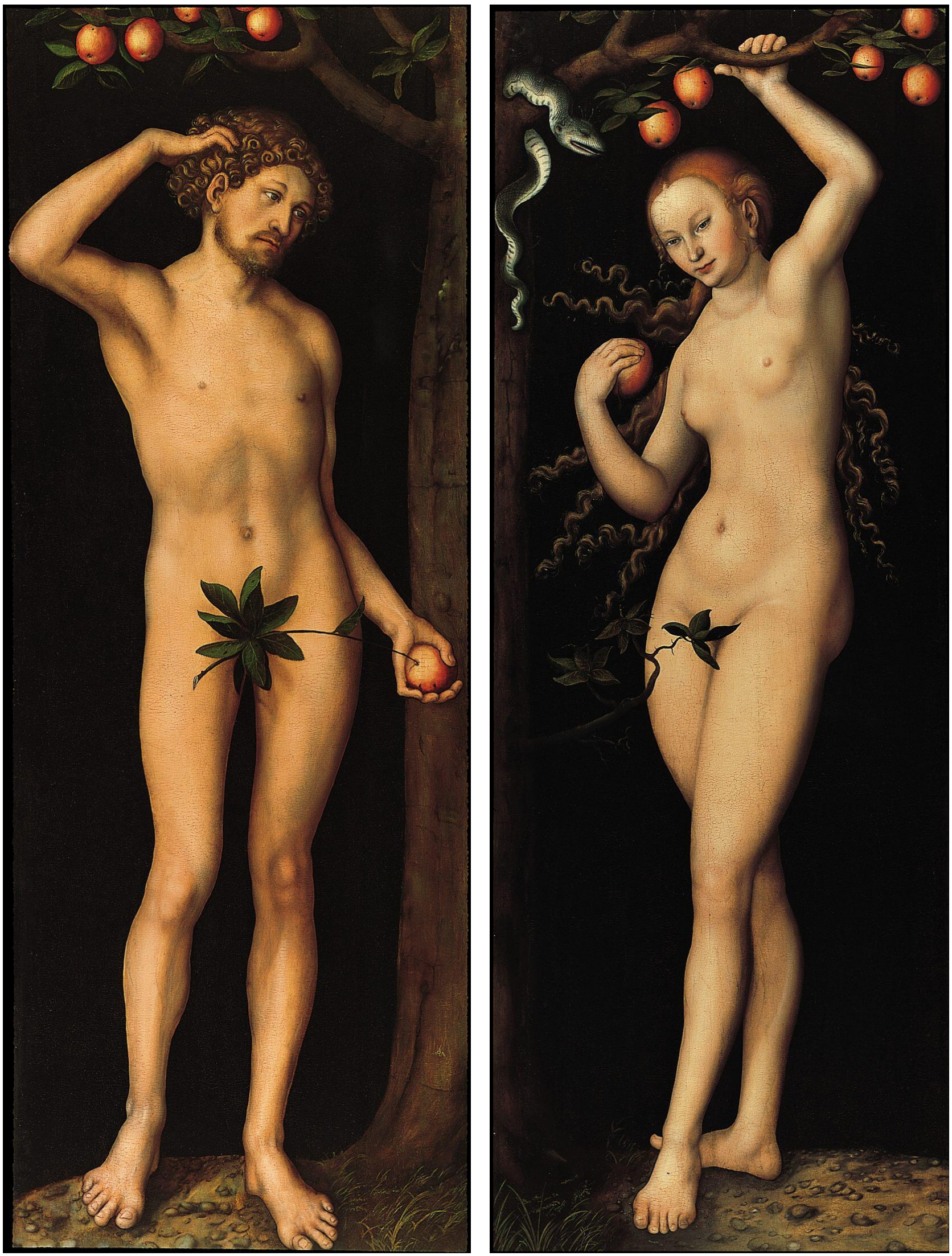
Знайдена Василем Іщенком картина «Адам і Єва»

На скульптора вплинула творчість Огюста Родена. Василь Іщенко віртуозно володів засобами пластики, імпресіоністські трактував скульптурні форми, надаючи портретам яскравих життєвих образів.
У 1913—1917 роках створив серію робіт, з-поміж яких — «Бабуся», «Дівчина», «Поцілунок», «Портрет», «Сон художника».

## Картина «Адам і Єва»
1927 року Василь Іщенко під сходами на дзвіницю Троїцької церкви знайшов картину Лукаса Кранаха Старшого «Адам і Єва».